# Лесосибирск (городской округ)
Го́род Лесосиби́рск — муниципальное образование и административно-территориальная единица в Красноярском крае России.
Административный центр — город Лесосибирск.
С точки зрения административно-территориального устройства является административно-территориальной единицей краевым городом. С точки зрения муниципального устройства образует муниципальное образование со статусом городского округа.

## История
Границы установлены Законом Красноярского края от 24.06.1997 № 14-521 «Об утверждении границ г. Лесосибирска Красноярского края»
Статусом городского округа наделен Законом Красноярского края от 25.02.2005 № 13-3128 «Об наделении муниципального образования город Лесосибирск статусом городского округа».
В образованный городской округ Лесосибирск входили: город Лесосибирск, рабочие посёлки Подтёсово и Стрелка, а также сельский посёлок Усть-Ангарск.
Ранее входивший в состав округа посёлок Подтёсово был отсоединён, так как был расположен далеко от центра округа.

## Население
| 1970    | 1979    | 1989    | 2002    | 2009    | 2010    | 2012    |
| ------- | ------- | ------- | ------- | ------- | ------- | ------- |
| 50 064  | ↗70 457 | ↗82 071 | ↘71 141 | ↘69 588 | ↘66 240 | ↘65 916 |
| 2013    | 2014    | 2015    | 2016    | 2017    | 2018    | 2019    |
| ↘65 539 | ↘65 229 | ↘64 842 | ↘64 697 | ↘64 477 | ↘64 323 | ↘64 092 |
| 2020    | 2021    |         |         |         |         |         |
| ↘63 995 | ↘59 819 |         |         |         |         |         |

## Населённые пункты
В состав городского округа и краевого города входят 3 населённых пункта:
| № | Населённый пункт | Тип населённого пункта        | Население |
| - | ---------------- | ----------------------------- | --------- |
| 1 | Лесосибирск      | город, административный центр | ↘55 730   |
| 2 | Стрелка          | городской посёлок             | ↘4089     |
| 3 | Усть-Ангарск     | посёлок                       | ↘0        |

Упразднённые населённые пункты:
- 1988 год — рабочий посёлок Новоенисейск включен в состав Лесосибирска.
- 1997 год — деревня Коновщина и посёлки Колесниково и Мирный.

## Местное самоуправление
Первые секретари горкома КПСС Лесосибирска
- 1975—1991 — Николай Терентьевич Колпаков

Лесосибирский городской Совет депутатов
Дата формирования: 13.09.2015. Срок полномочий: 5 лет
Председатель
- 1997—2005 — Дорофеев, Виталий Иванович
- 2005—2010 — Николай Терентьевич Колпаков
- 2010—2012 — Золин Борис Александрович
- Февраль 2013 — н.в. — Гимальтдинов Зинур Мирзакремович

Глава города Лесосибирска
- 1997—2010 — Николай Терентьевич Колпаков
- 2010—2013 (до ареста) — Борис Александрович Золин
- Февраль 2013 — 12 ноября 2015 Гимальтдинов Зинур Мирзакремович (и.о.)
- 12 ноября 2015 — н.в. — Хохряков Андрей Владимирович

Глава администрации города
- 2005—2010 — Валерий Иванович Вопилов
- 18 мая 2010 — 12 ноября 2015 — Хохряков Андрей Владимирович. С ноября 2015 г. должность главы администрации города упразднена